# (7687) Matthias
(7687) Matthias est un astéroïde de la ceinture principale.

## Description
(7687) Matthias est un astéroïde de la ceinture principale. Il fut découvert le 24 septembre 1960 à l'Observatoire Palomar par Cornelis Johannes van Houten, Ingrid van Houten-Groeneveld et Tom Gehrels. Il présente une orbite caractérisée par un demi-grand axe de 2,27 UA, une excentricité de 0,12 et une inclinaison de 5,8° par rapport à l'écliptique.
Il est dédié à l'astronome amateur allemand Matthias Busch.

## Compléments